# Ataques cibernéticos de julho de 2009
Os Ataques cibernéticos de julho de 2009 foram uma série de ataques cibernéticos que ocorreram contra sites da Coreia do Sul e dos Estados Unidos, afetando sites do governo, mídia de notícias e websites financeiros. Os ataques impediram o acesso e reduziram a velocidade da navegação em vários sites.
A Coreia do Norte foi considerada a principal suspeita de realizar os ataques. Enquanto as agências de espionagem dos EUA investigam a origem dos ataques, o serviço secreto sul-coreano já responsabilizou a Coreia do Norte pelo ataque.
Entre os sites afetados estão o da Casa Branca, o do Departamento de Segurança Interna e da Bolsa de Valores de Nova York.